# Комиссарова, Мария Ивановна
Мария Ивановна Комиссарова (2 июля 1903 [по другим сведениям — 17 июля 1900; 2 июля 1904], село Андреевское Костромской губернии — 28 июля 1994 года, Санкт-Петербург) — советский поэт и переводчик.

## Биография
Из крестьян. Приходилась дальней родственницей О. И. Комиссарову, сумевшему предотвратить покушение Д. В. Каракозова на императора Александра II. В анкетах указывала местом рождения Великолукский уезд Псковской губернии, что, по её мнению, исключало её родство с О. И. Комиссаровым.
Училась в сельской школе, затем — в трудовой школе в городе Любиме Ярославской губернии. Преподавала в селе Богородском Костромской губернии.
Начала учиться в Костромском университете. С 1920 по 1921 год служила в статистическом бюро Северо-Кавказской областной рабоче-крестьянской инспекции, Лесном комитете. В 1922 году три месяца отработала в библиотеке города Сочи.
Переехав в Петроград, поступила в Педагогический институт имени А. И. Герцена, изучала французский и немецкий языки. Окончила институт в 1927 году. Два года посещала лекции в Институте истории искусств. Работала в редакции «Красной газеты». С 1930 состояла в студии переводчиков Федерации объединений советских переводчиков, переводила белорусских (М. Богданович и др.), украинских (Т. Г. Шевченко, И. Франко, Л. Украинка и мн.др) болгарских поэтов (Л. Стоянов и мн. др.). Были опубликованы её переводы с литовского (А. Ластас и мн.др), финского (Э. Синерво), калмыцкого (М. Хонинов).
В начале 1931 года поступила на работу в IV отделение Публичной библиотеки, но уже в начале сентября этого года была уволена по болезни. В дальнейшем занималась литературным трудом.
С началом Великой Отечественной войны была эвакуирована в Пермскую область, где сотрудничала на радио и в местных периодических изданиях. На слова Комиссаровой написаны песни «Урал-богатырь», «Уральская партизанская» и др. В 1944 году, после снятия блокады, возвратилась в Ленинград.
Была подвергнута критике в Постановлении Оргбюро ЦК ВКП (б) от 14 августа 1946 года о журналах «Звезда» и «Ленинград», которое было направлено против ряда писателей, в первую очередь против М. Зощенко и А. Ахматовой. Произведения беспартийной М. Комиссаровой были осуждены в нём, как «проникнутые тоской, пессимизмом и разочарованием в жизни». Через два дня, 16 августа, в речи А. Жданова в Смольном, позиции Комиссаровой были названы «безыдейными и упадочными», ей вменялось в вину, что она стала «подпевать Ахматовой», «культивировать настроения уныния, тоски и одиночества, которые так любезны душе Ахматовой». Эти обвинения лишили её возможности публиковаться в течение многих лет.
В 1960—1970-х годах открыто поддерживала А. И. Солженицына. Состояла в активной переписке с политзаключёнными и собирала присылаемые ей литературные материалы. В начале 1990-х годов подписывала все обращения по поводу возвращения храмов верующим. Была почётной соратницей Российского Имперского Союза-Ордена. С радостью восприняла возвращение исторического имени городу Санкт-Петербургу и государственного трёхцветного флага России, под которым родилась.  
В 1982 году за переводы украинских поэтов удостоена литературной премии им. М. Рыльского.
Почётная гражданка города Костромы.
Похоронена на Комаровском кладбище под Санкт-Петербургом, рядом с мужем, поэтом Н.Л. Брауном. 

## Личная жизнь
Была замужем за поэтом Н. Л. Брауном. Сын — Николай Николаевич Браун.